# 増田章
増田 章（ますだ あきら、1962年（昭和37年）5月22日 - ）は、日本の武道家。石川県金沢市出身。NPO法人国際武道人育英会理事長、IBMA極真会館増田道場主席師範。
フリースタイルカラテ拓真道（タクシンドー）の創始者。段位は八段だったが、段位を授与する立場の人間として自らの段位は必要ないと考えて八段位を返納した、と宣言している。

## 概要
1980年代から1990年代前半に極真会館が主催するオープントーナメント全日本空手道選手権大会とオープントーナメント全世界空手道選手権大会で活躍した空手選手である。瞬発力を生かした爆発的な攻撃力と選手生命も長く、一時代を築いた強豪であった。学年が同級になる松井章圭・黒澤浩樹と共に三強ともいわれた。「組手の天才児」「城西の爆撃機」とも呼ばれ、師匠の一人である山田雅稔も増田を「天才的なので細かいチェックをするだけ」と語るほど、天分に恵まれていた。
その反面、悲運な判定負けを多くしたことで一時期、「無冠の帝王」とも呼ばれていたが、後述の通り全日本選手権で優勝したことで「孤高の帝王」という異名に変わり、また、年月が経つごとに殴打技、蹴り技とオールラウンドに使いこなすようになったことで外国人選手から「Over-all excellent fighter（全面的に優秀な選手）」と呼ばれていた。全世界選手権には日本人では最多記録の4度出場している。

## 来歴

### 高校卒業まで
石川県金沢市出身。小・中学生時代に和道流空手を学ぶ。星稜高校では柔道部に入部するが、後に転校し陸上部に属する。1978年（昭和53年）、高校在学中に浜井識安が管轄する極真会館石川支部へ入門。浜井は入門当時の増田を「気の強さ・天性のバネ・スピード・身体全体から漂う狂気を孕んだ雰囲気など、どれをとっても一級品の風格があった」と観察していた。先輩には水口敏夫がいた。北信越空手道選手権大会など地方大会に出場しながら、オープントーナメント全日本空手道選手権大会に出場を目指す。

### 全日本選手権参戦
高校卒業した1981年（昭和56年）の11月、第13回オープントーナメント全日本空手道選手権大会に19歳で初出場。2回戦で前年の王者である三瓶啓二と対戦。再々延長戦までもつれる激戦（通常、延長戦は2回迄）となったが、判定負けした。しかし、この戦いぶりで若手の成長株と注目を浴びる。1982年（昭和57年）の第14回全日本選手権では後にお互いがライバルと認め合う松井章圭とベスト4を目指し、対戦。 延長は3回に及ぶ激戦となり、試割り判定で敗退し、8位入賞となった（詳細は#逸話の「判定で見放され続けた増田」を参照）。
第14回全日本選手権後、大学進学を断念した増田は、浜井識安に1年間の契約で当時、浜井が開設した岸和田市にあった大阪南支部の師範代を務めた。この時大西靖人と一緒にトレーニングを積み、大西が得意としていた奥足の下段回し蹴りの攻撃を見て、防御の仕方を研究したりと自分が奥足の下段回し蹴りを使いこなせるよう練習したり、ウエイトトレーニングにも本格的に取り組み、練習を重ねていた。
1983年（昭和58年）第15回全日本選手権では、準々決勝で三好一男と対戦。体重判定で敗退し5位入賞となったが、第3回オープントーナメント全世界空手道選手権大会の代表に選出された。1984年（昭和59年）1月に第3回全世界選手権が開催。3回戦でミッシェル・ウェーデルを延長2回の末、判定で下す。続く4回戦で大西靖人と対戦。この試合も延長3回を闘い、途中増田に二本旗が上がったが、主審が引き分けとした。最終延長はどちらかに旗を上げなければならないスプリットディシジョンで増田は2対3で敗退した。もし、試割り判定に持ち込まれれば、増田の勝利であった（詳細は#逸話の「判定で見放され続けた増田」を参照）。その杉板による試割りでは、それまでウィリー・ウィリアムスが保持していた26枚の記録を上回る、正拳6枚・足刀8枚・手刀7枚・猿臂（えんぴ）8枚の合計29枚を割り、当時の新記録を樹立した（現在の記録）。
その後、周囲は増田の才能を惜しんだが、増田は選手を引退する事を決意。写真を学ぶために上京した。とはいうものの完全に空手を止めたのではないので、山田雅稔が管轄する東京都下城西支部へ移籍して、選手としてではなく、空手を続けながら写真の専門学校に通った。増田は写真学校で学んだ事で自分の浅薄な考えや性急な性格の再確認をしただけでなく、思考の柔軟性を持つ事ができるようになったという。

### 三強時代
1984年（昭和59年）第16回オープントーナメント全日本空手道選手権大会には参戦せず、カメラマンとして会場にいた増田は、ファインダーを通して選手が懸命に戦う姿を見て、「空手も芸術の一つではないか」と捉えながら、試合をしたいという欲求も出ていた。写真の専門学校は最後まで通うが、競技に復帰する事を決意し、翌年の第17回全日本選手権に備え、練習を再開した。首都圏交流試合に参加して試合勘を取り戻すなど、専門学校に通う傍ら、少ない練習時間を有効に使って調整していた。
1985年（昭和60年）の第17回全日本選手権に復帰参戦。松井章圭と同様に第3回オープントーナメント全世界空手道選手権大会以来であった。増田はCブロックから勝ち上がっていった。4回戦の八巻建志では突きをあまり出さず、いきなり左下段回し蹴りの連打につぐ連打で技ありを奪い、続いて再び左下段回し蹴りを八巻の右足に連打して技ありをまた奪い、時間にして39秒。100キログラムの八巻の巨体を沈め、合わせ一本勝ちした。準々決勝で緑健児を上段回し蹴りで技ありを得て、準決勝で松井と2度目の対戦を迎えた。再延長まで3回闘い、体重差もなく、試割り枚数も同じという事で4度目の闘いとなったが軍配は松井に上がった（詳細は#逸話の「判定で見放され続けた増田」を参照）。3位決定戦でブラジルのジェームズ北村を破り、3位入賞で大会を終えた。この頃から松井、黒澤浩樹と共に「三強時代到来」と呼ばれ始めた。
1986年（昭和61年）は石神井に東京都下城西支部の分支部を開設し、選手と道場主を兼務するようになっていた。第18回全日本選手権の直前に増田は、交通事故で右手首を負傷してしまう。テーピングをして参戦したが、幸いな事に殆どの対戦相手が増田の怪我に気付いていなかった。増田は初日の1回戦を左上段回し蹴りで一本勝ち、2回戦を前蹴りと下段回し蹴りで合わせ一本勝ちして終えた。2日目は決勝まで5試合しなくてはならない。増田自身は手負いの状態だったので一瞬でも気を緩めたら、負けると思い、異常な集中力を喚起していたという。準々決勝では七戸康博、準決勝では小井義和と共に100キログラム前後の体格を持った両名を本戦でそれぞれ判定勝ちして初の決勝進出を果たした。相手は松井章圭と3度目の対戦となった。本戦で増田は勝ったと思ったが判定は引き分けであった。呆然としたまま、延長戦に入り、松井の左上段回し蹴りを顔面にヒットされた。増田は正気に戻り、再び攻めるが一進一退のまま、試合が終了。顔面にヒットされた事が決め手となり、5対0の判定負けで準優勝に終わった。それでも翌年のオープントーナメント全世界空手道選手権大会の代表に選出された。
しかし、選手権大会を観た大山泰彦は同選手権での増田を高く評価し（詳細は#証言の「大山泰彦」を参照）、大山茂も「第18回全日本選手権のビデオを見て、私が若者らしい戦いぶりと感じたのは増田章の全試合だ。増田が自らの青春の力を出しきって、突き、蹴りまくる姿を見て、私は感銘を受けた」と語っている。

### 第4回全世界選手権
1987年（昭和62年）は、オープントーナメント全日本空手道選手権大会は開催されず、第4回オープントーナメント全世界空手道選手権大会と兼務扱いになっていた。
増田は表向き「ライバルはいない」と公言したが、その一方で松井章圭の対戦相手の情報収集、特に弱点探しの上手さに感心していた。松井の合わせ技は、カウンターに類似していて、特に相手がフェイントもなく普通に構えた後ろ足（奥足）の手の正拳突き、奥足からの上中下段蹴り、大技（後ろ回し蹴り・後ろ蹴り・かかと落としなど）を出してきたときに、小さい攻撃（構えたときの前足で軸足を刈るように蹴ったり、押すような前蹴り、前足と同じ側の手で順突きなど）で相手の攻撃が自分に届く前に当てるもので、ボクシングのカウンターほど、KOを意識したものではなく、バランスを崩すのを目的とした技である。増田は松井が使用する下段回し蹴り対策に、蹴り足の膝で相手の合わせ下段回し蹴りを押さえるようにして蹴る事を身につけていた。さらに前傾気味に体重をかけ、相手に倒されないように蹴ることも考え、会得していた。松井を意識したトレーニングと練習は、体の硬い増田を上段回し蹴りの使い手に変え、松井の得意技であった合わせ下段回し蹴りをも、増田の得意技とした。後年、増田は松井をはじめとした強豪と戦うことで相手の良さを吸収していた事が自分をいかに成長させたか、そのような存在こそ『ライバル』という事を認め、今では彼らに感謝しているという。
同年11月全世界選手権が開催され、4回戦にジェラルド・ゴルドーと対戦。ゴルドーは身長196センチメートルの巨漢でオランダではミッシェル・ウェーデルに次ぐ実力者であった。全世界選手権での入賞経験はないが、間違いなく上位入賞できる実力を持っていると増田はみていた。ゴルドーとの対戦は延長2回で、増田が勝利を得たが大変な試合であった。ウェーデル同様ゴルドーも突きの威力が日本人とは比較にならないほど強烈で特に左の突きは強かった。しかも懐が深く攻撃を当てづらい。ゴルドーはウェーデルと違い、若干間合いをとるような戦い方をした。増田は相手の間合いで戦えば不利だと考え、序盤から積極的に攻めた。速攻により本戦で決めてしまおうと思っていた。早く決着をつけたい増田のあせりは、ゴルドーとの戦いを力と力のぶつかり合いともいえるラフファイトにした。ゴルドーには、ウェーデルと増田の試合が脳裏に合ったに違いない。増田は彼が自分の力をかなり警戒していたので、それが自分に有利に働いたと思っていた。その一方で増田は自分が無名の選手でゴルドーの全盛期にヨーロッパで対戦したら、自分が勝てたかどうかどうかわからないとも思っていた。選手権大会後、ゴルドーは増田に敬意を抱いた。ゴルドーは後に極真会館を離れ、キックボクシングの選手を育成するようになっていたが、教え子を連れて来日した時には必ず増田の所に訪問してくれた。増田にとってウェーデル同様、対戦相手が自分の所にやってきてくれるのは彼にとって、とてもうれしい事だった。
続く5回戦ではアンゴラ代表のジェフリー・セベクルと対戦した。セベクルは変則的な蹴りを使った。普通に蹴ってくるかと思うとその蹴りが寸前で止まり、フェイントが入り、タイミングを外して蹴りを出していた。セベクルは自分の蹴りを相手の頭部寸前で、自分の手を使って押さえていたのだ。そこからタイミングを見計らってその手を外して蹴ってくるのである。実にユニークな戦法だが、事前に情報収集をしていた増田は合わせ下段回し蹴りを使うなど、相手の蹴りを一発も貰わず、本戦で増田が勝利した。準々決勝では七戸康博と延長2回の末、体重と試割り共に増田が上回っていたので、増田が準決勝に上がった。
準決勝では優勝候補の一人であったブラジルのアデミール・ダ・コスタを破ったアンディ・フグとの対戦。アンディはそれまであまり効果的な技でないと思われていたかかと落としを革新的に実用化し、破竹の勢いで勝ちあがってきた。前回の全世界選手権でウェーデルと激闘を経験した事から、アンディを軽く見ていた増田は、その考えが大変な後悔を生む事になったと吐露している。本戦ではラッシュ攻撃で場外に出し、勝ったと思われたが引き分けにされてしまう。テレビ解説をしていた盧山初雄は「今大会はよほどの差がない限り、判定は引き分けにされてしまう。大山総裁が『ホームタウンデシジョンをなくし、外国人にも平等にする事』と訓示した事が、それまでの全日本選手権とは違った判定基準になってしまっている」という状況の為、一本か技ありを取らない限り、対外国人選手との対戦が判定で勝つ事が困難になっていた。
他の日本選手でも体重判定や試割りで上回っていても再度延長戦をやらされ、負けてしまった橋爪秀彦もいた。延長戦に入り、アンディに左上段回し蹴りをヒットさせたが、初日の闘いで左足を肉離れを起こしていたので、効かせ方が甘かった。アンディはフットワークを使い、踵落しと下段回し蹴りのコンビネーションを使いこなしていたが、上段の防御は甘かった。1回目の延長はヨーロッパの審判はアンディに旗を上げ、日本人審判1名は増田に上げていたが主審は引き分けして、結局延長戦は3回行われ、軍配はアンディに上がった（詳細は#逸話の「判定で見放され続けた増田」を参照）。盧山の指摘どおり、判定基準が変わってしまった事、増田自身もそれまではフットワークで下がる闘いは判定で不利になっていたがこの時は違っていたと言っている。その後、3位決定戦でマイケル・トンプソンと対戦し、下段回し蹴りで合わせ一本勝ちをして、3位入賞で終えた。

### 無冠の帝王
1988年（昭和63年）から八王子にも道場を開設し、指導を始めた。この頃から増田は「無冠の帝王」とマスメディアから呼ばれるようになっていた。増田はこれまでの試合で納得できない判定があった事から、煩悶とした日々を第5回オープントーナメント全世界空手道選手権大会迄の間、過ごしていく事となる（詳細は#逸話の「判定で見放され続けた増田」を参照）。
第20回オープントーナメント全日本空手道選手権大会にも出場したが、4回戦を本戦で旗が2本増田に上がったが、引き分けにされ体重判定迄もつれ込み、敗退してしまう。増田自身も調子が良くなかった事は認めているが、微妙な判定であった事は事実である。増田はメンタル・トレーニングもやり始め、今の局面から打開を図ろうと試みだした。
1989年（平成元年）、モチベーションの探求、練習方法もマンネリ化していたので、新たにボクシングやキックボクシングの練習も取り入れた。また、モチベーションの強化の一環として選手権大会に臨むにあたり、テーマを定める事にした。第21回全日本選手権では「闘志」をテーマにした。勝ち残る為の高い集中力を維持するには「闘志」が必要だと考えたのである。このテーマで練習を再開していた。第21回全日本選手権の組み合わせを見て、増田は驚いた。増田のブロックには重量級のチャンピオンクラスがひしめいていたのである。外舘慎一を延長2回、七戸康博を延長3回戦い、それぞれを体重判定で破った。増田は自分より大柄な体格の相手にも力対力の戦いを挑んだ。本選手権大会は「闘争心の喚起」をテーマとしていたからだ。城南支部の坂本恵義には下段回し蹴りで一本勝ちするなど、戦いにはいつもと変わらぬスピードと破壊力が備わっていた。
準決勝では八巻建志と対戦。首都圏交流試合、第17回全日本選手権と一本勝ちした相手だが、テレビ解説をしていた盧山初雄は増田の様子を「悲壮感が見える」と言うほど、増田の表情が硬かったのに対して、やはり解説をしていた松井章圭は「今年の八巻君は違う」と八巻の気合ぶりを語っていた。増田に2回も一本負けをしているので、八巻は今度こそと雪辱しようという気持ちがあった。本戦は「力対力」の激突となり、八巻が増田の脇腹を攻めた膝蹴り、増田は八巻の顔面に前蹴りをヒットさせ、対抗し合っていた。八巻は膝蹴りで頭を押さえて出していたものもあり、それは厳密にいえば反則なのだが、八巻の勢いが増田を上回り、結局延長1回の末、増田は判定で負けた。3位決定戦で前年の覇者である桑島靖寛と対戦。八巻の膝蹴りで肋骨を痛めていた事も影響し、延長2回行い、判定負けで4位に終わった。それまで3位決定戦で負けた事がない増田が負けた。この試合を見て、最初の師匠である浜井識安は、「志が高い者は勝負に対する執着心も強く、3位決定戦で負ける事が少ない。このままでは増田はダメになる・・・」と心配した（詳細は#証言の「浜井識安の示教2」を参照）。

### 念願の優勝
1990年（平成2年）に入り、浜井識安の示教（詳細は#証言の「浜井識安の示教2」を参照）や自らも気持ちを切り替えて「今年こそ優勝」とトレーナーの岡田稔に支援してもらいながら、練習に励んでいた。従来の練習に加え、「スタミナ」が足りなかった反省による走り込みを重視して「陸上トレーニング」を今までの倍にした。また、早稲田大学教授の窪田登からウエイトトレーニングの他に「ゴムヒモを飛ぶ練習をしなさい」とジャンプトレーニングを勧められ、それも実行した。トレーニングキャンプも行い、ここでも走りこみ中心に行っていた。心構えも浜井の指導で変化しつつあった。
第22回オープントーナメント全日本空手道選手権大会は12月に開催され、増田はそれまで「必ず勝つ」「一本を取る」と考えていたのに対して、今回は「防御を固め、着実に相手を攻めれば勝機が訪れる」という慎重な心構えに変わっていた。延長戦でもいいから僅差でも勝とうという意識に変わっており、周囲は「増田は不調だ」「もう選手としてのピークは過ぎた」という声が囁かれていた。しかし、2日目から徐々にペースを上げていき、4回戦では城南支部の木浪利紀を下段回し蹴りで合わせ一本勝ち、準々決勝では白蓮会館の南豪宏、準決勝では外舘慎一をそれぞれ延長2回で試割り判定で破り、決勝に進出した。
相手は緑健児であった。前蹴りから得意の上段回し蹴りへと繋いでいく緑に対して、増田は対戦相手の足をことごとく破壊した、下段回し蹴りを連打していく。緑はフットワークを使って距離をとろうとするが、増田は体ごと押すように前進し、緑の大技の間合いをとらせない。増田は緑のスピードあるヒット・アンド・アウェイを封じないと勝ち目はなく、延長2回までもつれると、体重差で負けてしまう。試合はまさに一進一退。増田が前に出て下段回し蹴り、下突きを連打すれば、緑も上段回し蹴り、突きのラッシュで押し返す。延長1回は増田が左下突きの連打でリードしたかに見えたが、終盤に緑も突きのラッシュで挽回し、引き分け。続く2度目の延長戦、増田がここでポイントを奪わなければ、体重・試割り共に緑が有利な為、勝利はない。ここで緑の中段突き連打を下がって避けた増田は、練習をしていたというカウンターの右上段回し蹴りを緑にヒットさせた。緑がバランスを崩したところ、増田はすかさず「決め」の動作を取った事で技ありになった。この後、緑は胴回し回転蹴りなどで反撃したが増田はブロックして決めさせない。そのまま試合は終了し、判定5対0で念願の初優勝を遂げた。増田は「夢を最後まで信じて良かった」と喜びを語った。

### 百人組手
優勝後、チャンピオンとしての責任、立場を感じていた。そんな時、浜井識安が再び百人組手をやってみないかと言ってきた。一度はやる意義が見い出せなくて断ったが、原点に還ろうと考えていた時に百人組手の修行が最適ではないかと考え直し、増田は行う事に決めた。約3か月の準備期間を経て、1991年（平成3年）5月19日15時30分から始まった。総本部で行う百人組手で支部からの挑戦者は増田が初めてであった。公明正大を期するために対戦相手も同門の城西支部の門下生は全員除外された。開始前に大山倍達は「対戦者は真剣に戦え。全日本チャンピオンに一本勝ちしたら、次の昇段の時の得点にします」と対戦者に発破をかけた。この修行を一目見ようと遠く北海道や関西からも応援の見学者が駆けつけた。1人2分、50人目終了時に20分休憩を取る事で、開始した。
増田は20人目終了時点で所要時間29分と、それまでの挑戦者たちよりも遥かに早いペースで進み、圧倒的な強さを誇示する。技も突き技・蹴り技どちらかに偏らずバランス良くバラエティに技を繰り出し、一本（合わせ一本含む）勝ちを重ねていく。大山が思わず「挑戦者はもっと気合を入れて！！ ダンスを踊っているのか！」と活を入れるほど、増田の強さが光っていた。大山は「強いな、増田は。だが、これからがヤマだ」とつぶやいた。ハイペースで進んでいた百人組手が45人目のアジア選手権（1990年）王者の阿部清文と引き分けしたあたりから、ペースも下がり、引き分けが増えてきた。
50人終了した時点で道着を交換した増田は「倒れるまでやらせてくれよ（そのように励ましてほしい、の意）。オレ、今、弱気になっているから」と応援に来ていた松井に話すと「大丈夫。そこまで認識していれば問題ない。オレなんか50人の時点でもう青息吐息だった。それに比べれば、今日の君は十分余力がある。自信を持っていけ」と笑顔で激励した（詳細は#逸話の「百人組手での松井章圭の応援とアドバイス」を参照）。60人を越えると自分の思う通りに身体が動かない。62人目で大山は増田に「痛そうな顔をするな」と活を入れ、「がんばれ、増田。がんばるんだ」と激励した。66人目、押され気味の増田に松井が「なに、ちんたらやってるんだ！」。その刹那、増田は鬼の形相で前蹴りを繰り出し、相手をふっ飛ばしていた。70人に入り顔面防御はしっかりしているが、条件反射で身体を動かしているだけになる。71人目で相手の前蹴りで吹っ飛ばされ、判定負けしてから、前蹴りで間合いを有効に使って間合いを保つ。極限の状況にいるため、76人目で対戦相手の肩に噛み付いてしまう。意識はしっかりしているが疲労により、前かがみになりやすい。80人目では相手と盛んな打ち合いをし合った。82人目でも身体が触れた時に再び噛み付こうとするが、寸前に正気に戻って「すみません」と謝る。83人目に再び阿部清文と対戦し、技あり二つ奪われ、唯一の一本負けをした。幸いな事にダメージはさほどではなかったようだが、大山の心配そうな顔が印象的である。増田は技を出そうとして身体がそれについていかないもどかしさを感じているようだ。
91人目に入り、残り10人。全身の痛みに耐えながら相手に必死に打ち返す。時には打ち返せず、相手の攻撃に防御に必死になる状況もあった。95人目では後退しながらも左右の回し蹴りを必死の形相で連発する。残り3人になって大山が増田に「あと3人だ！！」と大声を発した。99人目に相手の前蹴りが金的に入り、プロテクターを付けていなかった増田は仰向けになり、断末魔のような呻き声を上げて悶絶した。介抱されて立ち上がった増田に道場内には「マスダ、マスダ」のコールが鳴り止まない。見学者の中には涙を流している者もいた。100人目は石川支部時代の先輩である水口敏夫が相手をした。18時53分、百人組手は達成。増田は「自分の弱さをつくづく感じた。限界に挑戦しようと大それた事を考えたが、それはできなかった。達成できたのは周囲が励ましてくれたお陰です。本当に皆さんに感謝しています。ただ単に、身体を動かすだけの持久力なら残っているみたいだけど、全身打撲のような状態で痛みがひどく、技が出ない・・・」と語った。

### 第5回全世界選手権
百人組手を完遂したものの、全身打撲の対処のために近くの大学病院で点滴を頼んだが、断られた。当日、何もケアができず翌日、血液検査で別の病院に行ったら、腎機能に異常がある事がわかり、緊急入院。猛烈な吐き気にも襲われ、再度血液検査を行った結果、急性腎不全と診断され、人工透析の可能性も示唆された。一度、人工透析を行うと一生行う事になるので増田はそれだけではどうしても避けたかった。2日間点滴を続けた結果、腎臓の数値に回復の兆しが見え、人工透析をせず、治療を続ける事となった。1か月間入院する事になると言われたが、半年後に第5回オープントーナメント全世界空手道選手権大会も控えており、寝たきり状態が1か月続くと身体機能が平均30%落ちることから、無理して増田は退院した。
退院後1か月は自宅療養であった。立ちくらみをし、歩く事もできず、体重は10キログラムも落ちていた。焦りの気持ちもあったが、何とか身体を戻す事だけを考え、日々過ごしていた。百人組手後、2か月間は練習をできなかった。そのうち1か月は寝たきり状態である。途中、日本代表の合宿にも本意ではないが、参加した。体調が回復していなかったが、普段マイペースの増田にも年齢と共に責任感が出てきていた事や「お前が全日本チームの主将なんだぞ」と言われた事により、無理をして参加した。選手権大会直前までには体調は回復していたが、血液検査ではヘモグロビン量が普段より2割減少しているといわれ、それが少ないという事はスタミナに影響する事であった。対戦相手とのシミュレーションをイメージトレーニングして、稽古不足のカバーにすることで、全世界選手権へ臨んだ。
1991年（平成3年）11月2日の初日、朝食を戻しそうになり飲み込んで試合に臨んだが、今までとは違い1回戦から強豪と当たらなかったので、無事勝ちあがれた。2日目の3回戦にイランのダグーラミ・モーセンと戦っている最中にモーセンが頭を下げて前へ詰めて来るのでバッティングを受け、目の上が切れてしまったが、医者にテーピングを施してもらった後、試合再開。モーセンはあいも変わらず増田に突っ込んでいったが、増田は相手の攻撃を捌き、突き・蹴りを返していた。バッティングの減点と試合内容から判定は増田の勝ちとなった。
3日目は4回戦に第3回オープントーナメント全世界空手道選手権大会で三瓶啓二の肋骨を骨折させた正拳突きを持つオーストラリアのマイケル・ヤングと対戦。ヤングは突き、右の掛け蹴りで攻めてきたが増田はそれらを捌き、右中段回し蹴りから突き、左上段回し蹴りを顔面に入れ、逆襲。増田が間合いを取り直して右中段回し蹴りを出し、一本勝ちした。5回戦ではニュージーランドチャンピオンのステファン・タキワと対決。タキワは突きと下段回し蹴りで突進してきたが、増田は左上段回し蹴りから、突きから左中段回し蹴りを多用し、技ありを奪った。その後も左中段回し蹴りから突きにつないで技ありで、合わせ一本勝ちをした。ベスト8に進出し、準々決勝では石井豊を5対0の判定で降し、ベスト4に進出。準決勝ではカナダのジャン・リビエールと戦う。延長2回までもつれ込んだが、増田はフットワークを使い、間合いを一定にせず、ヒット・アンド・アウェイでリビエールを攻めた。増田は右中段回し蹴りで腹部を攻め、左上段回し蹴りや右上段後ろ回し蹴りを顔面に入れたり、フェイントから正拳突きをみぞおちに決め、リビエールの動きが止まるなど、終始自分のペースで試合を進めた結果、判定は1対0ながら、体重差40キログラムで増田が勝ち、決勝に進出した。
決勝の相手は前年と同じ緑健児との再戦となった。増田の下突きラッシュに緑が素早いフットワークを駆使して蹴り、下突きを返した本戦。互いの上段回し蹴りが激しく交錯した延長1回。2回目に入って上段、下段の回し蹴りで攻める増田に緑は右中段回し蹴り、下突きを放つ。激しい死闘2分間の終了を告げる太鼓が鳴り、体重判定15キログラム差で緑の勝利となり、増田は惜敗して準優勝で第5回全世界選手権を終えた。

### 超新星と革命児との最終対決
1992年（平成4年）、増田は第24回オープントーナメント全日本空手道選手権大会に参戦していた。トレーナーの岡田稔は増田から「このままでは終われない」と聞かされながら、練習のサポートをしてきていた。初日は無難に勝ち進み、2日目の3回戦でまだ20歳だった数見肇と対戦。この頃の数見は同年FTV杯東北大会で優勝をしてはいたものの、全く注目されておらず。増田もノーマークだった。ところが延長2回までもつれ込むほどの激戦となる。増田は数見に突きを効かせていたが 、それ以外では互角の戦いを展開し、試割り判定で増田に勝つ大金星を上げた。増田は「こんなに強いんだったら、もっと研究をしておくべきだった」と悔恨の情をあらわした。数見はその勢いで他の歴代オープントーナメント全世界空手道選手権大会代表を撃破していった。4回戦では三明広幸、準々決勝で石井豊、準決勝で七戸康博らを破り、数見は決勝迄進出した。この活躍で数見は「超新星」と呼ばれた。
その後、増田は練習は続けていたのだが、選手権大会直前にケガをしたりしたので、第25・26回全日本選手権には無理せず欠場し、第6回全世界選手権出場を目論んでいた。しかし、極真会館は大山倍達の死後、わずか1年で組織が分裂する騒動が勃発する。増田は大山派（大山智弥子館長）が主催する全世界選手権に推薦で出場した。準々決勝に進み、塚本徳臣と対戦。再延長の末、判定4対0で敗退した。「完敗です」と増田は一言だけだった。最後のチャンスに賭けていた増田だが、一連の分裂騒動で政治活動もしていたので、コンディションを整える事は容易な事ではなかった。塚本は183センチメートル、95キログラムの体格ながら軽快なフットワークを使い、突き・下段のオーソドックスな組手に入る前にかかと落とし・ステップバックして増田が前に出るとカウンターで放つ跳び膝蹴りを出していたので接近する事ができず、自分の最も得意とするパターンに入れない増田であった。延長1回では右前蹴りを顔面にクリーンヒットされ、延長2回には左中段回し蹴りの蹴り合いに負け、終盤には跳び膝蹴りを食う増田。もし、全盛期の増田であったら、塚本を詰める事もできただろう。全盛期でなくても、政治活動に関わらず充分な練習ができていれば、また違った展開になっていたかもしれない。塚本はこの勢いを持続し、準決勝の谷川光を前蹴りと中段突きで、決勝の鈴木国博を左前蹴りと右中段振り打ちでそれぞれ合わせ一本勝ちで優勝を収めた。そして塚本も「革命児」と呼ばれた。
奇しくも増田は、後に松井派の数見、大山派の塚本という団体を代表するエースとなった両選手と戦い、世代交代という形で試合場を去っていった。

### 独立、そして吾が道を行く
1997年（平成9年）に大山派を離れ、極真会館増田道場として独自に活動を開始した。その後、設立された全日本極真連合会に加盟していたが、現在は極真カラテにレスリング・柔道・関節技と極真会館草創期に使用された技術などを取り入れ、「フリースタイルカラテ拓真道」という新しい武道の完成を目指し、日々修練している。また、それを国際武道人育英会傘下で選手権大会を開催し、現在に至る。

## 組手スタイル
変化していった組手スタイル
増田の組手スタイルは、長い選手生活の中で常に変化し続けてきた。選手には大きく分けて自分の攻撃パターンに拘るタイプと、攻撃バターンを変更していくタイプと二通りいる。前者の典型的な選手が黒澤浩樹であるが、増田は後者のタイプである。
- 浜井識安直伝の前蹴りと左下突き[注釈 9][7]
- 松井章圭の合わせ技と上段回し蹴りと後ろ回し蹴り
- 大西靖人の奥足[注釈 2]への下段回し蹴り
- ミッシェル・ウェーデルのカウンター
- アンディ・フグのかかと落としとヒット・アンド・アウェイ[注釈 8]戦法

など、いっしょに練習したり、対戦した相手からそれぞれの良い技を吸収していた。
松井章圭が増田のカラテを
| 「 | 組手のスタイルは年々変わってきているけれども、増田選手の場合、その流れに取り残される事はないですね。彼の組手スタイルは、僕と試合をしていた頃に比べると、時代に応じて変わってきています。そして、強さやカラテの技術的な面では頭が下がります。今の若手や歴代の選手も含めて、増田選手ほどオープントーナメント全日本空手道選手権大会やオープントーナメント全世界空手道選手権大会で、高いレベルを維持できた選手はいない。日本でただ一人、全世界選手権に3回出場〔1994年（平成6年）時点〕した選手ですし、安定感とか強さではピカイチだと思います。外野から見ていても最高の実力者。現役時代、自分は3回対戦し、いずれも勝ちをもらっていますが、実感として「ああ、勝った」と思えた試合は一つもありませんね。それと増田選手は勝負に対する執着心がすごく、相手によって臨機応変に戦う。ジャン･リビエール戦のようにヒット・アンド・アウェーをして対応する。 | 」 |

と評する所以である。
スピード
増田にはパワーもあるのだが、瞬発力を活かした攻撃は「爆撃機」と称されるほどのラッシュ力であった。その瞬発力は、客観的な体力テストでも証明されている。去る1986年（昭和61年）5月8日に現役極真会館のトップ選手の体力測定が、早稲田大学体育局の主催で行われた。参加者は増田の他に、松井章圭・小笠原和彦・緑健児ら、オープントーナメント全日本空手道選手権大会ベスト4経験者を含む17名の選手であった。測定項目は、筋力・筋持久力・脚パワー・柔軟性・敏捷性・平衡性であったが、増田は脚パワー（垂直跳び：75.5センチメートル/平均：61.91センチメートル）、敏捷性（反復横跳び：56回/平均：47.1回）で優れた値を出している。ちなみに一般人（24歳男性）の平均はそれぞれ57.5センチメートルと44回であった。一般人を上回るのは当然だが、増田の場合、体重が85.5キログラムありながら、上記の結果を出した。これらが増田の爆発的攻撃力の源の一因であるといえよう。

## 人物
強烈な自我を持ち、自信家である。良く言えばマイペースだが、それが災いして一部の先輩支部長にも嫌われていたと本人も認めている。幼少の頃からその傾向にあり、小学校の成績はオール5で、6年生の時には生徒会長だった。だが、増田はガチガチの優等生タイプではなく、スポーツやケンカでも「とにかく、一番にならなければ気がすまない」ガキ大将タイプのリーダーであった。
松井章圭は「増田とアデミール・ダ・コスタだけは、イメージトレーニングでシミュレーションをしても攻略方法が見つからなく、困ってしまった」と吐露している。結局、技術的な増田対策は見つからなかったので、思い悩んだ末に「あいつの弱点は自己肯定的性格にある」と、性格を知っていただけに結論付けたという。「自己評価の高さと自信家ぶりが、ともすれば相手の実力を尊重せずに自分本位の試合展開のみに終始してしまうという罠に陥る可能性がある」と考え、試合に臨んでいた。
その一方で、増田は絵を描いたり観たりする事に興味を示すなど、感受性の鋭い面を持っていた。写真の専門学校に通っていた時に「空手も芸術のひとつではないか」という考えを持つ所は、試行錯誤しながら自分の組手スタイルを変えていった所に、相通ずるものがある。

## 証言
浜井識安
示教1
浜井識安は、増田の自尊心の高さを分かっている者の一人である。1985年（昭和60年）の第17回オープントーナメント全日本空手道選手権大会の準決勝の松井章圭の対戦前に浜井は増田に「松井に勝ちたいならば、叩き潰すお前の空手を封印してヒット・アンド・アウェイに徹するんだ」と必死に説いた。黙って聞いていた増田は、少し悩むように一点を凝視した後、「師範、自分は松井に対してだけは真正面から勝負したいんです」ときっぱり言った。試合後、浜井は「増田よ、君は傲慢だ。君の自分の空手で松井を倒すという戦いの美学には敬服するが、松井は美学だけで勝てるような相手じゃない。お前の空手が相手をねじ伏せて勝つ空手なら、松井の受け返し戦法は負けない空手なんだ。しかもお前が一瞬でも気を抜いて隙を見せたら、上段への鋭い蹴りでポイントを稼ぎにくる。その落とし穴がお前には見えてないのか。君がこの事に一刻も早く気づかなければ、松井と君の矛盾はこれからも続くことになるだろう」と薫陶した。
示教2
1989年の第21回全日本選手権が終わった後、山田雅稔に「今まで増田の面倒をみてもらっていたが、増田の気力が萎えてきたのかもしれない。俺が説得して、発破をかける。この1年間は、俺に増田を戻して任せてくれないか」と頼み、浜井は時間ができると上京するごとに増田と会い、メンタル面の指導を行っていく。浜井は増田の自尊心の高さをいい意味での心構えに変える事ができれば、それは必ず戦いに現れると信じて「同じ言葉や内容の文章を6回以上繰り返すと潜在意識に入ることは自己暗示や洗脳の鉄則だ」という事をクラウド・M・ブリストルの「信念の魔術」やナポレオン・ヒルの「成功哲学」などの書物で知っていたので、それを徹底的に活用した。浜井は会うたびに以下の事を繰り返し説いたという。
| 「 | 増田、お前は傲慢だよ。天才的に技のきれる松井章圭に、技で勝とうとしている。小柄でバネとスピードのある緑健児に、スピードで勝とうとしている。大柄でパワーのある八巻建志には、パワーで勝とうとしている。松井にはお前の叩き潰す空手を封印して、ヒット・アンド・アウェイに徹して勝て。緑には力で勝て、八巻にはスピードで勝て。 | 」 |

| 「 | 思い上がりの原理ってあるんだ。自分の一番良い所と、相手の悪い所を比較すると、自分の方が優れていると思う。思い上がってしまうんだ。だけど、自分の悪い所と、相手のいい所を比較すると、誰でも謙虚になれる。試合に勝つ組手うんぬんをいうより、まず相手の良い所をよく見ろ。そこだけは認めてやれ。そしてそこで戦うな！ | 」 |

| 「 | お前の空手の才能は開花しているのは間違いない。チャンピオンにはまだなっていないが、オープントーナメント全世界空手道選手権大会でも大活躍している。素晴らしい事じゃないか。傲慢ではない真の自信を持て。相手の良い所を認め、尊敬したうえで勝つ気持ちを持て | 」 |

| 「 | お前ね、審判に不満を持っているかもしれないが、審判に対する批判は、結局の所、言い訳にしかならないんだよ。柔道で公式戦203連勝を遂げた山下泰裕さんが素晴らしい心得を記している。敵は、絶好調。自分は最悪。試合場は、相手のホームタウン。観客は、全員相手の味方。審判も、相手の味方。それでも一本を取りたいってな | 」 |

浜井は1990年（平成2年）に、「極真会館石川支部15周年記念＆増田章君激励会」を開催して、増田を支援した。だめ押しの発破をかけたのである。
大山泰彦
大山泰彦は第18回オープントーナメント全日本空手道選手権大会を観戦して増田を高評価している。
| 「 | 今大会で一番のスピード、パワー、テクニック、そして気迫、気合の揃った選手を一人を選べと言われたら、私は間違いなく増田を選ぶ。増田の試合を1回戦から追ってみると、どの試合も全て自分のペースに相手を乗せ、全く危なげなく試合をこなしている。有名選手にはそれぞれリングネームがあるらしいが、増田は爆撃機というらしい。誰がつけたか知らないが、増田の爆撃機はピッタリだと思う。一気呵成に畳み掛ける下段蹴りや突きの連打は、見ていてもスピードがあり、気持ちが良い。松井との対戦も最初の本戦はこの増田の特徴が良く出た試合であり、4分6で増田に分があった。しかし、全日本選手権の決勝となるとこの内容では増田に旗は上がらないと思う。延長に入り、松井に旗が全部上がったが私も審判を任されていたら、松井に旗を上げるだろう。本当に増田にとっては惜しい試合であったと思う。今回は優勝した松井は試合巧者であって、増田の方に力があったように思う。 | 」 |

大西靖人
大西靖人は増田が自分より5歳年下ではあったが敬意を払っており「増田は空手でなくてもトップになる人間だ」「極真空手では珍しい逸材だ」と仲間に良く語り、一人住まいの増田によくご飯をご馳走していた。増田はその恩義や交流できた事を、今も忘れないで感謝している。
松井章圭
松井章圭はあらゆるインタビューで増田のことを聞かれるとライバルであり、心のよりどころであり、目標であったと答えている。
| 「 | 自分に常に影響を与え続けたというのは増田君ですね。増田君とはこうやってやれば勝てるという自信を稽古で付けたとすると、そうすれば、増田君に勝てるなら他の選手にも勝てると、そういう自信が持てるぐらい彼は強いんです。強いといわれている選手や地方大会で優勝した選手とやる時は不安があるので、イメージトレーニングで増田君と戦わせるんです。そうすると増田君が勝つんです。じゃあ、増田君と戦えた自分は負けないな、と。増田君が基準になっているんですが発端は、第12回オープントーナメント全日本空手道選手権大会の準決勝で三瓶先輩にストレート負けした自分とは対照的に、翌年の全日本選手権で増田君が三瓶先輩と激戦をしたのが、きっかけですね。『同学年の彼（増田）にできて、自分にもできないわけない』と奮い立たせる存在となったのです。準決勝で三瓶先輩と再戦してまたストレート負けしてしまいましたが･･･。もし、判定の綾で三瓶先輩が負けて増田君が勝っていたら、彼はそのまま全日本選手権を十連覇してもおかしくない実力があの時からあったんです。 第14回全日本選手権では増田君と対戦して、試合の中身は引き分けでしたけど、判定は自分に上がった。彼と引き分ける戦いができたんだから、自分にだって三瓶先輩と戦えるし、将来チャンピオンになれるかもしれない、心の中にそういう意識が持てたんです。第3回オープントーナメント全世界空手道選手権大会で増田君が大西さんとやって、本当の僅差で負けたんです。自分は大西さんと戦う時、増田君があれだけ戦ったんだから、自分も戦えるはずだと。そして延長3回やって勝ったんです。強さは別として試合では勝った。大西さんは前年に三瓶先輩に勝っているんです。増田君がやって大西さんがやって、自分も増田君と大西さんとやったんだ。それなら三瓶先輩とできるんだと。そういう気持ちで三瓶先輩と延長戦まで戦えたんです。 だから、自分にとって増田君は、他の選手に負けちゃいけない存在なんです。勝ってもらわなければいけないんです。自分にだけは負けて欲しいんですが（笑）。自分の中には強い増田章の理想像があるんです。増田章は強いんです。誰よりも強いんです。自分はそれに負けてはいけないんだと、いつも思ってやってきたんです。組手にしても自分にないものがありますから、ああいう組手は好きですね。とにかく増田君を上げておいて、自分が引っ張り上げられるという感じですね。 | 」 |

## 逸話
判定で見放され続けた増田
増田は延長、再延長、再々延長と激戦をし、敗退するケースが多い。それも微妙な判定が多く、本戦や延長の時に増田が勝ちになってもおかしくない試合が延長になり、逆転負けをするケースが何度もあった。三瓶啓二戦・松井章圭戦・大西靖人戦・アンディ・フグ戦とそれぞれ状況が違えど、全て判定が微妙であった。松井が「第14回オープントーナメント全日本空手道選手権大会の準々決勝でかろうじて増田選手に僅差で勝ちましたが、これには後日談があります。ある時、この試合のビデオを判定だけ隠して外国の人に見せた事があります。どっちが勝ったかと思いますか、と訊いたら増田選手が勝ったと言いましたから、内容的にはもしかしたら劣っていたのかもしれませんね」とカミングアウトしている。一方で増田もミッシェル・ウェーデルと対戦した時に本戦だけだったら、自分の負けだった事を認めている。松井は「第三者からみて増田君が負けた試合は八巻戦だけ」という意見だが、増田は「掴んでの膝蹴りが認められるなら、自分にも戦い方があった」といい、その時の審判の判断に疑問がある事から、松井の意見と違いがでている。
もっとも、この頃の極真会館の判定には増田の試合に限らず、他者の試合にも判定で疑問符がつく試合があった事は否めない。増田は「支部出身であるという事に加え、その向こう気の強い気性からでる発言が、審判を務める支部長たちの反感をかい、判定に響いた」と自己分析している。この件に関して家高康彦は別の観点から以下のように述べている。
「大山倍達は創始者である以上、極真会館は大山の独裁であり、大山が法であった。支部長会議とは名ばかりで大山が自らの方針を発表し、従わせる場でしかなかった。海外で開催される会議も同様だった。組織運営の権限は大山が全て掌握し、他の者達には何も与えられなかったと言ってよい。極真会館は大山による100%のワンマン体制であり、極真会館のルールは大山であったので、大山の鶴の一声で支部長が誕生し、破門も連名で出されるが実際は大山の判断で行われていた。そのような独裁体制で、大山が全日本選手権と全世界選手権で大会審判長を務めていた時は、ルールで定められた以上に延長戦が行われたり、ある試合だけ主審、副審が総入れ替えという事もあった。大山が絶対的な権力者だとわかっている古参の支部長は、極真会館の本質をよく理解し、組織内の人間として大人の対応をしてきた」と述べている。
これが増田の言う「極真の大会で勝つためには実力だけでなく、政治的な駆け引きが必要だった」という事なのかもしれない。
百人組手での松井章圭の応援とアドバイス
松井章圭は、増田の百人組手に始終立ちっ放しで目を離さずひたすら応援していた。だが、松井の応援とアドバイスは最初のうちこそ簡単なものだったが、人数が重なってくるに従って、だんだんきついものになっていった。松井の応援語録は次の通りである。
- 1人目「（足掛けを狙う増田を）狙わない、狙わない。もっとリラックスして」
- 6人目「（3人連続一本勝ちをしている時に）自然に行け」
- 12人目「一つ（の技）にこだわらないで」
- 35人目「（引き分けが目立ち始める）気を抜くな！！」
- 53人目「自分から動いていかないと……」
- 55人目「がんばれ、ほら、弱気になるな」「増田！！ 何やってるんだ」（歯がゆそうに）
- 60人目「どうせ後になったら動けなくなるんだから、今のうちに動いておけ」「これからは減る一方なんだから」（突き放すように）
- 75人目（負けが多くなってきたところ）「ここまでは誰だってできるんだ。これからだぞ！！」
- 86人目「がんばるんだ！！ 終わりが見えてきたぞ」
- 90人目「あと、10人だから動けるだけ動け」
- 91人目「がんばれ増田！！ あとは一人ずつ減っていくんだから！！」（声を張り上げて）

この松井の応援は増田の耳にもしっかり届いていた。しかし、「どうせ後になったら動けなくなるんだから……」とか、75人目になって「ここまでは誰だってできるんだ」は手厳しい応援である。
増田は完遂した後、道場の隅で時々痛みに顔をしかめながら、松井と談笑。
- 増田「まったく松井君は、もうカチンカチン頭にくる事ばっかり言うんだから。『何、弱気になってんだ』とか、『ここまでは誰だってできるんだ』とか……。何、言ってんだ、オレは痛えんだぞ、と思いながらやっていましたよ」（笑）
- 松井「自分はそれを99人目でも言いました」（爆笑）
- 増田「なんか“憎しみ”を込めて言ってるように聞こえたよ」
- 松井「いや、愛情もこのくらいありました（指で1センチメートルの幅）」

増田の百人組手完遂を、自分の事のように喜んでニコニコしている松井と増田の談笑は、いつまでも続いていた。
大山倍達との思い出
増田は1994年（平成6年）の初春、大山倍達に呼び出され、「支部長になって他の若い支部長と共に極真会館を改革してくれ」「古い者たちは保守的でいけない」と言われたが、増田は「現役選手でいたい」と返答した。大山は「選手はもういいだろう」と言い、「もう諦めろ」という表情を増田にした。その後、唐突に松井の話題を大山は話しだした。「松井君が好きだ」「しかし、考え方が老成過ぎている」と。増田は聞き終わると大山に向かって「私の夢は、極真空手を最高の空手にする事です」と申し上げた。増田は大山に対して僭越かも知れないと思ったが、どうしても自分の覚悟を表明しておきたかった。その後まもなく大山は体調を悪化し、入院。4月26日に死去した。増田は夢を追求する事が大山への供養と思って、日々精進している。
ライバルとの親交
増田は現役時代に激闘した対戦相手や一緒に練習した事で友情が芽生え、その後も親交を深めている。松井章圭、七戸康博、ミッシェル・ウェーデル、ピーター・スミット、ジェラルド・ゴルドー、アンディ・フグ、マイケル・トンプソンなどである。松井、ウェーデル、アンディ、ゴルドーとは一緒に練習もしたりした。その後、分裂騒動やアンディ、スミットの死去などもあったが、ウェーデル、ゴルドーとは今でも親交があり、二人がそれぞれ来日した時は、必ず増田の所へ来訪するという。

## 戦績
- 第13回オープントーナメント全日本空手道選手権大会 ベスト64
- 第14回全日本選手権 8位
- 第15回全日本選手権 5位
- 第3回オープントーナメント全世界空手道選手権大会 ベスト16
- 第17回全日本選手権 3位
- 第18回全日本選手権 準優勝
- 第4回全世界選手権 3位
- 第20回全日本選手権 ベスト16
- 第21回全日本選手権 4位
- 第22回全日本選手権 優勝
- 第5回全世界選手権 準優勝
- 第24回全日本選手権 ベスト16
- 第6回全世界選手権（大山派主催）5位

## 著書＆参考文献
- 『フリースタイルカラテ』 ノベル出版、2007年（平成19年）、ISBN 978-4902535037
- 『吾 武人として生きる』 東邦出版、2009年（平成21年）、ISBN 978-4809407680